# Odontódeo
Odontódeo, ou dente dermal, é a designação dada em morfologia descritiva a cada um dos dentículos dérmicos que ocorrem em diversos animais, com destaque para os peixes. Estas estruturas anatómicas podem variar em número, forma e rigidez de acordo com a espécie, sexo, local do corpo ou período reprodutivo.

## Descrição
Os odontódeos são estruturas duras encontradas nas superfícies externas dos animais, sobre a pele, em geral em torno ou próxima de orifícios internos e externos. Os dentículos compreendem uma polpa macia, fortemente vascularizada, rodeada por dentina e recoberta por uma substância mineralizada semelhante ao esmalte dentário, criando uma estrutura semelhante a um dente. Esta semelhança com os dentes justifica a designação de odontódeo, do grego clássico "odon", "dente".
Apesar das semelhanças anatómicas, os odontódeos não apresentam em geral mas mesmas funções que os dentes nem são substituídos da mesma forma que os dentes. Apesar de ocorrerem em múltiplos agrupamentos taxonómicos de animais, são mais frequentes entre os peixes, com destaque para a família Loricariidae, sendo que entre algumas espécies (nomeadamente os peixes-gato) a presença e o tamanho dos odontódeos podem ser utilizados para determinar o sexo e a idade do espécime.
Um tecido é designado por odontódeos se forem cumpridos os seguintes critérios:
- A estrutura desenvolve-se como uma papila indivisa rodeado por um órgão epitelial dental que a delimita a partir da camada exterior da pele circundante;
- É constituído por dentina ou por tecido semelhante a dentina;
- Tem uma camada exterior de esmalte;
- Não faz parte da dentição em sentido estrito;
- Não cumpre a função de dente, isto é, de mastigação e captura de alimentos;
- Forma-se numa parte da derme superficial;
- Não atinge o nível de desenvolvimento dos dentes normais.